# Каракерт
Каракерт (вірм. Քարակերտ) — село в марзі Армавір, на заході Вірменії. Село розташоване за 21 км на північний захід від міста Армавір, за 5 км на північний захід від села Даларік, за 6 км на північний схід від села Шенік та за 8 км на південний схід від села Артені сусіднього марзі Арагацотн. У селі розташована однойменна станція, що знаходиться на ділянці Гюмрі — Армавір Вірменської залізниці.